# Algiers (New Orleans)
Algiers è uno storico distretto della città-parrocchia di New Orleans, in Louisiana. È l'unico distretto sulla sponda destra del fiume Mississippi della parrocchia di Orleans ed è conosciuto anche come il 15º reparto (15th Ward in inglese).
Fondata nel 1719 Algiers è il secondo quartiere più antico della città.  per essere uno dei fulcri della musica Jazz nonché il luogo di nascita di alcuni importanti musicisti.

## Quartieri
Algiers è suddivisa nei seguenti quartieri:
- Algiers Point
- McDonogh
- Old Aurora
- New Aurora
- Lower Algiers (Cutoff, River Park)
- Whitney
- Behrman
- Fischer Housing Development
- Tall Timbers/Brechtel
- McClendonville